# Hanns Porst
Hanns Porst (* 9. Februar 1896 in Nürnberg; † 6. Juni 1984 ebenda) war ein deutscher Unternehmer und Gründer von Photo Porst.

## Leben
Der Sohn eines Pinselmachers arbeitete bei einem Anwaltsbüro und in der Kanzlei des Stadtmagistrats. Sein besonderes Interesse galt der Fotografie; nach der Rückkehr aus dem Ersten Weltkrieg eröffnete er am 1. Juli 1919 in Nürnberg sein eigenes Geschäft für Fotoapparate. Er gründete mehrere Filialen und begann 1925 den Aufbau eines Versandhandels, wodurch die Zahl seiner Kunden erheblich wuchs.
Das riesige Katalogangebot in seinem alljährlich neu aufwendig gedruckten Taschenbuch Photohelfer (ca. 250–300 Seiten), die eigene Hausmarke HAPO und die Möglichkeit der Ratenzahlung für jeden verschafften ihm einen Vorsprung gegenüber herkömmlichen Fotogeschäften, so dass sein Unternehmen die Weltwirtschaftskrise unbeschadet überstand. Bereits 1936 bezeichnete er seine Firma als „der Welt größtes Photohaus“. 1939 beschäftigte Photo Porst über 450 Mitarbeiter und machte über 10 Millionen Reichsmark Umsatz.
Hanns Porst kümmerte sich außerordentlich um das soziale Wohl seiner Angestellten. Er führte als erster in Nürnberg die Fünf-Tage-Woche ein, baute eigene Mitarbeiterwohnungen sowie firmeneigene Ferienheime und bot großzügige Urlaubsregelungen.
Nach der Reichspogromnacht kaufte er 1938 das den jüdischen Eigentümern geraubte („arisierte“) Spieleunternehmen Spear-Spiele. Der Geschäftsführer Hermann Spear war am 9. November 1938 verhaftet worden. Dort wurde ihm ein sehr unvorteilhafter Kaufvertrag an Porst zur Unterschrift vorgelegt. Spear wurde erst nach Unterzeichnung dieses Vertrages wieder freigelassen. 1943 wurde er im KZ Auschwitz ermordet. Porst gab die Spielefirma erst Mitte der 1950er an ihre rechtmäßigen Eigentümer zurück.
Nach dem Zweiten Weltkrieg setzte die US-Militärregierung ihn vorübergehend als Bürgermeister in Rückersdorf ein. Anfang 1946 ließ ihn die Militärverwaltung jedoch wegen falsche Angaben auf einem Fragebogen zu seinen wirtschaftlichen Verhältnissen festnehmen. Er wurde zu einer dreijährigen Haftstrafe verurteilt, die er in Bayreuth absitzen musste. Porst wurde nach 20 Monaten in den Hausarrest entlassen und durfte nach einem für ihn positiv verlaufenen Spruchkammerverfahren im Juni 1948 sein Unternehmen wieder selbst leiten.
Nach der Währungsreform 1948 baute er das Fotoversandgeschäft wieder auf. 1953 überschritt die Belegschaft die Zahl von 1000 Menschen. Im Folgejahr wurde ein Umsatz von mehr als 40 Millionen D-Mark erreicht. 1960 übergab er die Firma Photo Porst an seinen Sohn Hannsheinz Porst, den er bereits Anfang der 1950er Jahre als gleichberechtigten Teilhaber in die Unternehmensleitung aufgenommen hatte.
Seine Tochter Rosmarie heiratete 1950 Hugo Mann (1913–2008), den Gründer der Unternehmen Möbel Mann und Wertkauf. Sie hatten zwei Söhne und eine Tochter.